# Phương trình Antoine
Phương trình Antoine là một lớp các tương quan nửa kinh nghiệm mô tả mối quan hệ giữa áp suất hơi và nhiệt độ đối với các chất tinh khiết. Phương trình Antoine được suy ra từ quan hệ Clausius–Clapeyron. Phương trình này được kỹ sư người Pháp Louis Charles Antoine (1825–1897) công bố năm 1888.

## Phương trình
Phương trình Antoine như sau:
{\displaystyle \log _{10}p=A-{\frac {B}{C+T}}.}
trong đó p là áp suất hơi, T là nhiệt độ và A, B, C là các hằng số cụ thể theo thành phần.
Dạng đơn giản hóa với C đặt bằng 0:
{\displaystyle \log _{10}p=A-{\frac {B}{T}}}
là phương trình August, theo tên nhà vật lý người Đức Ernst Ferdinand August (1795–1870).Phương trình August mô tả quan hệ tuyến tính giữa logarit của áp suất và nghịch đảo nhiệt độ. Điều này giả định rằng nhiệt hóa hơi không phụ thuộc nhiệt độ. Phương trình Antoine cho phép một mô tả được hoàn thiện, nhưng vẫn chưa chính xác về thay đổi của nhiệt hóa hơi theo nhiệt độ.
Phương trình Antoine cũng có thể chuyển đổi thành dạng tường minh về nhiệt độ bằng biến đổi đại số đơn giản:
{\displaystyle T={\frac {B}{A-\log _{10}\,p}}-C}

## Khoảng hiệu lực
Thông thường, phương trình Antoine không thể sử dụng để mô tả toàn bộ đường cong áp suất hơi bão hòa từ điểm ba trạng thái đến điểm tới hạn, do nó không đủ linh hoạt. Vì thế, các bộ đa tham biến cho một thành phần đơn nói chung hay được sử dụng. Bộ tham biến áp suất thấp được sử dụng để mô tả đường cong áp suất hơi đến điểm sôi thông thường còn bộ tham biến thứ hai được sử dụng cho khoảng từ điểm sôi thông thường đến điểm tới hạn.

Độ chênh lệch điển hình của độ khớp tham biến trên toàn bộ khoảng (dữ liệu thực nghiệm đối với benzen)
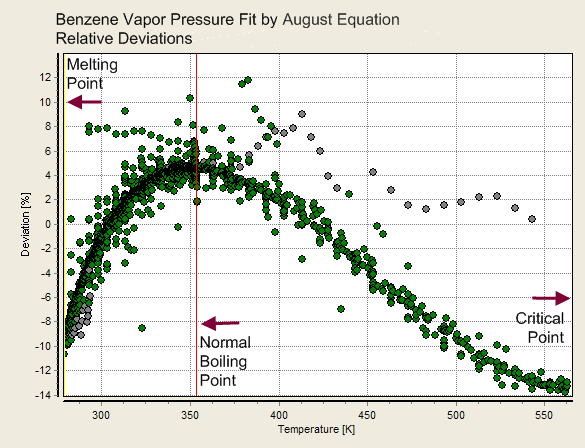
Chênh lệch của độ khớp phương trình August (2 tham biến)
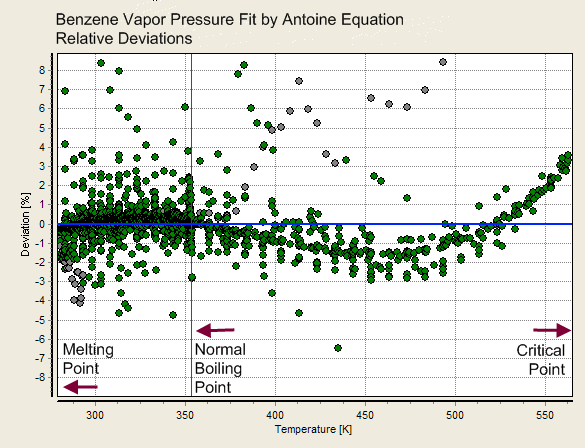
Chênh lệch của độ khớp phương trình Antoine (3 tham biến)
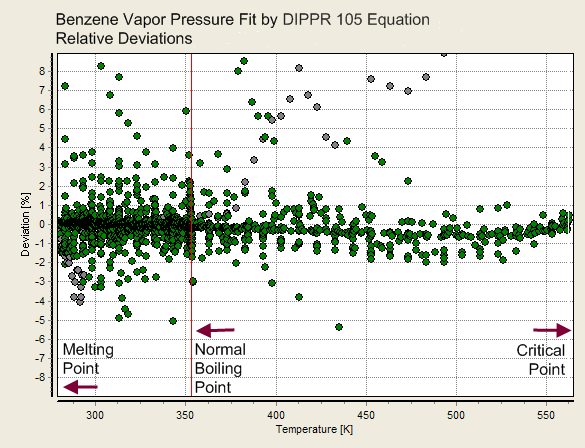
Chênh lệch của độ khớp phương trình DIPPR 105 (4 tham biến)

## Tham biến ví dụ
|        | A       | B        | C       | T min. (°C) | T max. (°C) |
| ------ | ------- | -------- | ------- | ----------- | ----------- |
| Nước   | 8,07131 | 1.730,63 | 233,426 | 1           | 100         |
| Nước   | 8,14019 | 1.810,94 | 244,485 | 99          | 374         |
| Etanol | 8,20417 | 1.642,89 | 230,300 | −57         | 80          |
| Etanol | 7,68117 | 1.332,04 | 199,200 | 77          | 243         |

### Ví dụ tính toán
Điểm sôi thông thường của etanol là TB = 78,32 °C.
{\displaystyle {\begin{aligned}P&=10^{\left(8,20417-{\frac {1.642,89}{78,32+230,300}}\right)}=760,0\ {\text{mmHg}}\\P&=10^{\left(7,68117-{\frac {1.332,04}{78,32+199,200}}\right)}=761,0\ {\text{mmHg}}\end{aligned}}}
(760 mmHg = 101,325 kPa = 1,000 atm = áp suất thông thường)
Ví dụ này chỉ ra rằng một vấn đề nghiêm trọng sinh ra do sử dụng hai bộ hệ số khác biệt. Áp suất hơi được mô tả là không liên tục—ở điểm sôi thông thường thì hai bộ hệ số này dẫn đến hai kết quả khác nhau. Điều này gây ra các vấn đề nghiêm trọng cho các kỹ thuật tính toán dựa vào đường cong áp suất hơi liên tục.
Có hai giải pháp khả dĩ là:
- Cách tiếp cận thứ nhất là sử dụng một bộ tham số duy nhất trên một khoảng rộng nhiệt độ và chấp nhận các chênh lệch tăng lên giữa áp suất hơi thực tế và áp suất hơi tính toán. Một phương án của cách tiếp cận một bộ tham số này là sử dụng một bộ tham số đặc biệt phù hợp với khoảng nhiệt độ đã kiểm tra.
- Cách tiếp cận thứ hai là chuyển sang một phương trình áp suất hơi khác với trên ba tham số. Được sử dụng phổ biến là các mở rộng đơn giản của phương trình Antoine (xem dưới đây) và các phương trình DIPPR (như 101 hoặc 102)[4] hay Wagner (như 2.5,5 hoặc 3,6).[5][6]

## Đơn vị
Các hệ số của phương trình Antoine thông thường được tính bằng mmHg—ngay cả ngày nay khi mà SI được khuyến cáo và pascal được ưa thích hơn. Việc sử dụng các đơn vị tiền-SI chỉ có các lý do lịch sử và bắt nguồn trực tiếp từ công bố gốc của Antoine.
Tuy nhiên, rất dễ dàng chuyển đổi các hệ số này theo các đơn vị đo áp suất và nhiệt độ khác nhau. Để chuyển từ độ Celsius sang kelvin thì chỉ cần trừ 273,150799 từ hệ số C. Để chuyển đổi từ milimet thủy ngân sang pascal thì điều cần thiết là bổ sung logarit thông thường của hệ số giữa hai đơn vị (101.325 Pa và 760 mmHg) vào tham số A:
{\displaystyle A_{\mathrm {Pa} }=A_{\mathrm {mmHg} }+\log _{10}{\frac {101.325}{760}}=A_{\mathrm {mmHg} }+2,124903.}
Các tham số cho °C và mmHg đối với etanol
- A: 8,20417
- B: 1.642,89
- C: 230,300
- T: 78,32

Được chuyển đổi sang K và Pa thành:
- A: 10,329073 = 8,20417 + 2,124903.
- B: 1.642,89.
- C: −42,850799 = 230,300 - 273,150799.
- T: 351,47 = 78,32 + 273,15.

Ví dụ tính toán đầu tiên với TB = 351,47 K trở thành
{\displaystyle \log _{10}(P)=10{,}329073-{\frac {1{.}642{,}89}{351{,}47-42{,}850799}}=5{,}0057166=\log _{10}(101{.}325\ \mathrm {Pa} ).}
Chuyển đổi đơn giản tương tự có thể được sử dụng nếu logarit thường thay đổi thành logarit tự nhiên.  Đơn giản chỉ cần nhân các tham số A và B với ln(10) = 2,302585093.
Ví dụ tính toán với các tham số chuyển đổi (cho K và Pa):
- A: 23,783570
- B: 3.782,894023
- C, −42,850799

Trở thành
{\displaystyle \ln P=23{,}783570-{\frac {3{.}782{,}894023}{351{,}47-42{,}850799}}=11{,}526089=\ln(101{.}325\,\mathrm {Pa} ).}
(Các khác biệt nhỏ trong các kết quả là do độ chính xác hữu hạn được sử dụng đối với các hệ số).

## Mở rộng của phương trình Antoine
Để vượt qua các hạn chế của phương trình Antoine, sự mở rộng đơn giản là bổ sung thêm các số hạng đôi khi cũng được sử dụng:
- Phương trình Antoine (Lonza):

{\displaystyle {\begin{aligned}P&=\exp {\left(A+{\frac {B}{C+T}}+D\cdot T+E\cdot T^{2}+F\cdot \ln \left(T\right)\right)}\end{aligned}}}
- Phương trình Antoine (Aspen):

{\displaystyle {\begin{aligned}P&=\exp \left(A+{\frac {B}{C+T}}+D\cdot T+E\cdot \ln \left(T\right)+F\cdot T^{G}\right)\end{aligned}}}, với G=1 hoặc 2.
- Phương trình Antoine (Hysys):

{\displaystyle {\begin{aligned}P&=\exp \left(A+{\frac {B}{C+T}}+D\cdot \ln \left(T\right)+E\cdot T^{F}\right)\end{aligned}}}, với F=1 hoặc 2.
Các tham biến bổ sung làm tăng độ linh hoạt của phương trình và cho phép mô tả toàn bộ đường cong áp suất hơi. Các dạng phương trình mở rộng có thể rút gọn thành dạng gốc bằng cách đặt các tham biến bổ sung D, E và F bằng 0.
Một khác biệt khác là các phương trình mở rộng sử dụng e (≈ 2,718281828459045...) làm cơ số cho hàm mũ và logarit tự nhiên. Điều này không ảnh hưởng tới hình thức của phương trình.